# Рейтинг недееспособности государств

Сравнение рейтингов недееспособности государств
с 2005 по 2013 год
критическая ситуация
плохая стабильность/опасный уровень рисков
нет данных
умеренная стабильность
образцовая стабильность

Ре́йтинг недееспосо́бности госуда́рств (англ. Fragile States Index, ранее англ. Failed States Index) — индекс, призванный оценить неспособность властей контролировать целостность территории, а также демографическую, политическую и экономическую ситуацию в стране. Разрабатывается американскими Фондом мира и журналом Foreign Policy. Впервые Индекс был опубликован в 2005 году.

## Принципы классификации
Основные страны мира классифицируются по десяти группам:
- страны группы бордового цвета — несостоявшиеся государства;
- страны группы красного цвета — очень неустойчивые, слабые государства, имеющие при неблагоприятном для них развитии событий шанс перейти в разряд несостоявшихся государств;
- страны группы различных оттенков оранжевого цвета — государства, в той или иной степени неудовлетворительно справляющиеся с отдельными функциями, которое должно выполнять государство;
- страны группы различных оттенков жёлтого цвета — стабильные государства;
- страны группы оттенков зелёного цвета — образцовые государства.

Оценка производится по следующим параметрам:
- демографическое давление (определяется плотностью населения и наличием противоборствующих этнических групп);
- уровень эмиграции;
- уровень экономического неравенства;
- экономическая ситуация;
- криминализация государства;
- раздробленность в силовых структурах и элите;
- перемещение беженцев внутри страны;
- рост реваншистских настроений;
- количество предоставляемых государством услуг;
- приверженность исполнению законов и соблюдению прав человека;
- внешнее вмешательство (риски иностранного вмешательства в политические и военные конфликты, а также зависимость от внешнего финансирования).

## Положение России в рейтинге
Самое высокое (нестабильное) положение Россия занимала в 2006 г. — 43 место (первый год составления рейтинга).
В рейтинге 2010 года Россия находится на 80-м месте, улучшив своё место на 9 ступеней по сравнению с рейтингом 2009 года. Выше России из республик бывшего СССР находились в 2010 году Узбекистан (36-е место), Грузия (37-е место), Таджикистан (38-е место), Молдавия (58-е место), Азербайджан (55-е место) и Туркменистан (65-е место). Ниже России (ситуация лучше) в рейтинге в 2010 году находились Белоруссия (82-е место), Армения (101-е место), Казахстан (103-е место), Украина (109-е место), Латвия (136-е место), Эстония (140-е место), а также Литва (146-е место), являющаяся по данному рейтингу самым устойчивым государством из бывших советских республик. Самым несостоявшимся государством на 2010 год было признано Сомали (1-е место), а самым устойчивым — Норвегия (последнее, 177-е место). Китай находился на 62-м месте, США — на 158-м.
В 2012 году Россия переместилась на 83-е место, в 2013 году — на 80-е, в 2014 году — на 85-е, в 2015 году — на 65-е, в 2016 году — также на 65-м, в 2017 году — на 67-е, в 2018 году — на 69-е.